# تاكاكي كونو
تاكاكي كونو (باليابانية: 河野高明؛ بالكانا: こうの たかあき) هو لاعب غولف ياباني، ولد في 4 يناير 1940 في كاناغاوا في اليابان، وتوفي في 22 أبريل 2010.

## وصلات خارجية
- تاكاكي كونو على موقع رابطة اليابان للاعبي الغولف المحترفين (الإنجليزية)